# 뤼트리역
뤼트리역(프랑스어: Gare de Lutry)은 스위스 보주의 뤼트리 지자체에 있는 기차역이다. 스위스 연방 철도의 표준궤 심플론선의 중간 정류장이다.

## 운행편
2021년 12월 시간표 변경에 따라 뤼트리에서 다음 서비스가 정차한다.
- RER 보 S2 / S5 : 에이글까지 30분 운행, 발로브와 그랑송까지 매시간 운행; 주중에는 베까지 매시간 운행하고, 에이글에서 생모리스까지 제한된 운행.